# Leptochilus acapulcoensis
Leptochilus acapulcoensis är en stekelart som först beskrevs av Cameron 1907.  Leptochilus acapulcoensis ingår i släktet Leptochilus och familjen Eumenidae. Inga underarter finns listade i Catalogue of Life.